# Sparasion meridionator
Sparasion meridionator är en stekelart som beskrevs av Mikhail Vasilievich Kozlov och Kononova 1988. Sparasion meridionator ingår i släktet Sparasion och familjen Scelionidae. Inga underarter finns listade i Catalogue of Life.